# Ridaküla
Ridaküla är en ort i Estland. Den ligger i Kadrina kommun och landskapet Lääne-Virumaa, i den centrala delen av landet, 70 km öster om huvudstaden Tallinn. Ridaküla ligger 98 meter över havet och antalet invånare är 137.
Terrängen runt Ridaküla är mycket platt. Runt Ridaküla är det glesbefolkat, med 10 invånare per kvadratkilometer. Närmaste större samhälle är Tapa, 5,5 km söder om Ridaküla. Omgivningarna runt Ridaküla är en mosaik av jordbruksmark och naturlig växtlighet.